# Энджел, Ашер
Эшер Дов Э́нджел (англ. Asher Dov Angel; род. 6 сентября 2002) — американский актёр.
Свою карьеру он начал ребёнком, снявшись в фильме 2008 года Джолин c Джессикой Честейн в главной роли. Энджел прославился, сыграв в 2017 году в сериале телеканала Disney Channel Энди Мак Джону Бека. В 2019 году Энджел появился в фильме Шазам! расширенной вселенной DC в роли Билли Бэтсона.

## Биография
Энджел родился в столице штата Аризона, городе Финикс, и проживал в Paradise Valley. В семье Джоди и Коко Энджелов, он — старший из трёх детей (брата Ави и сестры Лондон Блу). Энджел является иудеем. Среди его увлечений пение и игра на гитаре.

## Карьера
Впервые Энджел появился на экранах в возрасте пяти лет в фильме 2008 года. Энджел начинал свою актёрскую карьеру с многочисленных ролей в театральных постановках. В семь лет он, с разрешения родителей, отправился на прослушивание в Desert Stages Theatre, где получил роль в одном из сюжетов. Мать Энджела обещала ему переехать в Лос-Анджелес, если он примет участие в 30 спектаклях, что Энджел и сделал, сыграв в мюзикле Русалочка, Мэри Поппинс, В лес и многих других в городе Скотсдейл.
Его мать сдержала обещание, и Энджел отправился в Лос-Анджелес, где в свои двенадцать лет стал главным героем сериала на телеканале Disney Channel. Вся семья Энджела переехала в штат Юта для упрощения съёмочного процесса.
В апреле 2019 года Энджел сыграл Билли Бэтсона, с Закари Ливаем в качестве его взрослого супергеройского альтер эго, в фильме Шазам!, получившем одобрительные комментарии со стороны публики, Расширенной вселенной DC.

## Фильмография
| Год          |   | Русское название                    | Оригинальное название          | Роль           |
| ------------ | - | ----------------------------------- | ------------------------------ | -------------- |
| 2008         | ф | Джолин                              | Jolene                         | Брэд — младший |
| 2016         | с | Никки, Рикки, Дикки и Дон           | Nicky, Ricky, Dicky & Down     | Джаспер        |
| 2016         | ф | Мыслить как преступник: За границей | Criminal Minds: Beyond Borders | Райан Вульф    |
| 2017 — н. в. | с | Энди Мак                            | Andi Mack                      | Джона Бэк      |
| 2019         | ф | Шазам!                              | Shazam!                        | Билли Бэтсон   |
| 2023         | ф | Шазам! Ярость богов                 | Shazam! Fury of the Gods       | Билли Бэтсон   |